# Fontaine-Chalendray
Fontaine-Chalendray és un municipi francès situat al departament del Charente Marítim i a la regió de la Nova Aquitània. L'any 2007 tenia 241 habitants.

## Demografia

### Població
El 2007 la població de fet de Fontaine-Chalendray era de 241 persones. Hi havia 112 famílies de les quals 36 eren unipersonals (12 homes vivint sols i 24 dones vivint soles), 60 parelles sense fills i 16 parelles amb fills.
La població ha evolucionat segons el següent gràfic:
Habitants censats

### Habitatges
El 2007 hi havia 181 habitatges, 118 eren l'habitatge principal de la família, 40 eren segones residències i 23 estaven desocupats. 178 eren cases i 1 era un apartament. Dels 118 habitatges principals, 104 estaven ocupats pels seus propietaris, 10 estaven llogats i ocupats pels llogaters i 4 estaven cedits a títol gratuït; 8 tenien dues cambres, 16 en tenien tres, 27 en tenien quatre i 67 en tenien cinc o més. 73 habitatges disposaven pel capbaix d'una plaça de pàrquing. A 53 habitatges hi havia un automòbil i a 44 n'hi havia dos o més.

### Piràmide de població
La piràmide de població per edats i sexe el 2009 era:
| Homes | Edats   | Dones |
| ----- | ------- | ----- |
| 0     | 95 o +  | 0     |
| 0     | 90 a 94 | 4     |
| 4     | 85 a 89 | 8     |
| 0     | 80 a 84 | 0     |
| 24    | 75 a 79 | 12    |
| 4     | 70 a 74 | 16    |
| 4     | 65 a 69 | 8     |
| 12    | 60 a 64 | 4     |
| 4     | 55 a 59 | 16    |
| 24    | 50 a 54 | 4     |
| 8     | 45 a 49 | 12    |
| 4     | 40 a 44 | 0     |
| 12    | 35 a 39 | 20    |
| 4     | 30 a 34 | 8     |
| 12    | 25 a 29 | 0     |
| 4     | 20 a 24 | 4     |
| 0     | 15 a 19 | 4     |
| 4     | 10 a 14 | 8     |
| 4     | 5 a 9   | 20    |
| 4     | 0 a 4   | 12    |

## Economia
El 2007 la població en edat de treballar era de 126 persones, 65 eren actives i 61 eren inactives. De les 65 persones actives 56 estaven ocupades (29 homes i 27 dones) i 9 estaven aturades (5 homes i 4 dones). De les 61 persones inactives 36 estaven jubilades, 6 estaven estudiant i 19 estaven classificades com a «altres inactius».

### Ingressos
El 2009 a Fontaine-Chalendray hi havia 119 unitats fiscals que integraven 243 persones, la mediana anual d'ingressos fiscals per persona era de 13.177 €.

### Activitats econòmiques
Dels 9 establiments que hi havia el 2007, 1 era d'una empresa de construcció, 3 d'empreses de comerç i reparació d'automòbils, 1 d'una empresa de transport, 2 d'empreses financeres, 1 d'una empresa immobiliària i 1 d'una empresa de serveis.
Dels 2 establiments de servei als particulars que hi havia el 2009, 1 era un guixaire pintor i 1 fusteria.
L'únic establiment comercial que hi havia el 2009 era una botiga de menys de 120 m².
L'any 2000 a Fontaine-Chalendray hi havia 20 explotacions agrícoles que ocupaven un total de 791 hectàrees.

## Poblacions més properes
El següent diagrama mostra les poblacions més properes.